# Eremogone congesta
Eremogone congesta es una especie de planta herbácea perteneciente a la familia de las cariofiláceas.

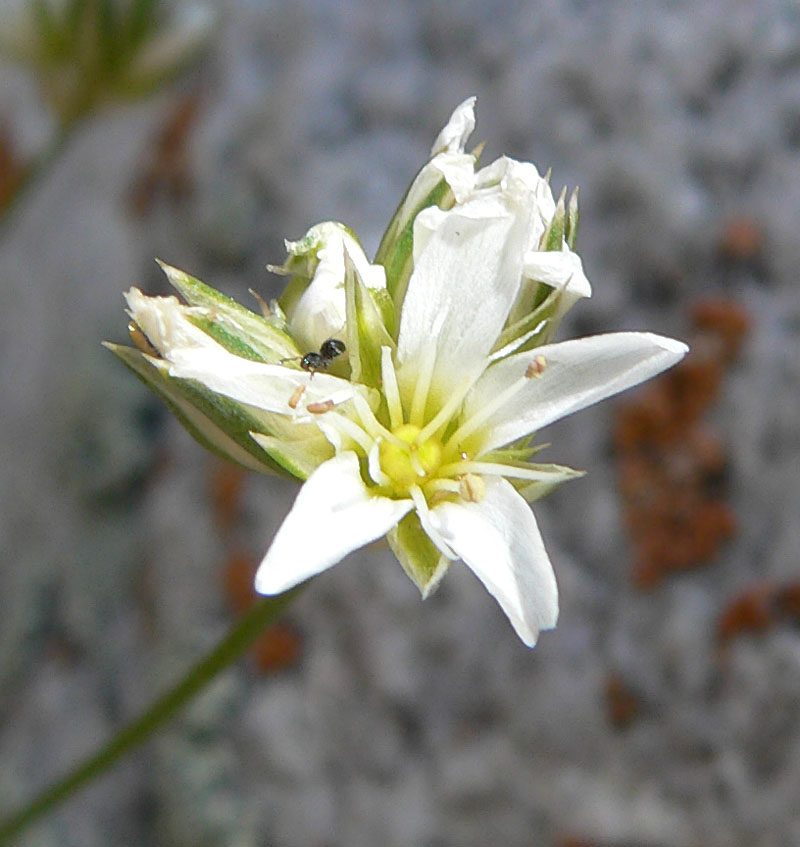
Detalle de la flor

## Distribución geográfica
Es nativa de América del Norte occidental del centro de Canadá al suroeste de América. 

## Descripción
Es una hierba perenne que forma un mechón de delgados tallos erguidos de hasta unos 40 centímetros de altura. Las hojas tienen forma de aguja de hasta 8 centímetros de largo y sólo unos pocos milímetros de ancho. Pueden ser carnosas o plana y  muy a menudo tienen una punta afilada. La mayoría de las hojas se encuentran en la base de la planta, y hay algunas dispersas a lo largo del simple tallo.  La inflorescencia es una cima abierta o redondeada con cinco pétalos de flores blancas.  El fruto es una cápsula que contiene varias semillas dentadas de color rojizo.  La planta se utiliza para una variedad de propósitos medicinales por grupos de nativos americanos, incluidos los shoshone.

## Taxonomía
Eremogone congesta fue descrita por (Nutt. ex Torr & A.Gray) Ikonn. y publicado en Novosti Sistematiki Vysshikh Rastenii (New Delhi) 10: 139. 1973.
Etimología
Eremogone: nombre genérico que deriva de eremos = "solo, solitario, abandonado" y gonos = "semillas"
congesta: epìteto latíno que significa "congestionado".
sinonimia
- Arenaria congesta Nutt. basónimo
- Arenaria congesta var. expansa Maguire[4]